# Романовка (Серпуховский район)
Романовка — деревня в Серпуховском районе Московской области. Входит в состав Дашковского сельского поселения (до 29 ноября 2006 года входила в состав Калиновского сельского округа).

## Население
| 2002 | 2006 | 2010 | 2015 |
| ---- | ---- | ---- | ---- |
| 9    | ↗11  | ↗15  | ↗16  |

## География
Романовка расположена примерно в 25 км (по шоссе) на запад от Серпухова, на безымянном ручье, левом притоке реки Боровна, левом притоке Протвы, высота центра деревни над уровнем моря — 166 м.

## Современное состояние
На 2016 год в деревне зарегистрировано 2 садовых товарищества. Романовка связана автобусным сообщением с райцентром и соседними населёнными пунктами.